# Rial iranian
Rialul iranian este unitatea monetară a statului Iran. Un rial este divizat în o sută de dinari. Codul internațional ISO 4217 este IRR, iar simbolul valutei este .